# Jana Thieme
Jana Thieme (6 de julio de 1970) es una exremera alemana que llegó a ser campeona olímpica. Ganó una medalla de oro en la especialidad de doble scull con su compañera Kathrin Boro en los Juegos Olímpicos de Sídney 2000. También compitió en los Juegos Olímpicos de Atlanta 1996. Además obtuvo seis Campeonatos Mundiales y nueve campeonatos de Alemania.